# La chica dorada
La chica dorada è l'album di debutto della cantante messicana Paulina Rubio. È stato pubblicato dalla EMI Latin il 20 ottobre 1992.
Da quest'album sono stati estratti i singoli Mio, Amor de mujer, Sabor a miel e Abriendo las puertas al amor.

## Tracce
1. Mio (Cesar Valle, J.R. Florez) - 3:33
2. Dime si soy sexy (J.R. Florez; J.R. Florez-Valle) - 3:56
3. Sabor a miel (J.R. Florez) - 3:53
4. El primer amor (Aleks Syntek) - 4:06
5. Amor de mujer (Felissati, J.A. Flores) - 3:50
6. La escoba (Sirex) - 2:50
7. La chica dorada (J.R. Florez, J.R.Florez-Valle) - 3:08
8. Abriendo las puertas al amor (Difelissati, J.R. Florez) - 4:38
9. Sangre latina (J.R. Florez, J.R.Florez-Valle) - 4:50
10. Amarte en libertad (Difelissati, J.R. Florez) - 3:15

## Classifiche
| Classifica (1997)    | Certificatore | Posizione raggiunta | Certificazione | Vendite |
| -------------------- | ------------- | ------------------- | -------------- | ------- |
| Classifica Messicana | AMPROFON      | 1                   | Platino        | 450,000 |